# Realhost
Realhost S.A. de C.V. es una empresa mexicana dedicada al desarrollo de software y servicios de tecnología. Fue fundada en 2008 en Monterrey, Nuevo León. Sus actividades incluyen la implementación de sistemas ERP y servicios relacionados con infraestructura en la nube.

## Historia
La empresa fue creada por Roberto Leal Guerra con el objetivo de proporcionar servicios tecnológicos orientados a empresas pequeñas y medianas. A lo largo del tiempo ha trabajado con herramientas de software libre y plataformas empresariales.

## Actividades
Entre sus principales áreas de trabajo se encuentran:
- Implementación de sistemas de planificación de recursos empresariales (ERP), incluyendo Odoo y WebERP.
- Servicios de alojamiento web e infraestructura en la nube mediante plataformas como Amazon Web Services.
- Desarrollo de software en tecnologías como PHP, Python y JavaScript.
- Aplicaciones móviles para Android e iOS.

## Alianzas
Realhost figura como socio certificado de Odoo, y también colabora con proveedores de servicios en la nube como AWS.